# IC 3223
IC 3223 — галактика типу NF (в процесі підтвердження) у сузір'ї Діва.
Цей об'єкт міститься в оригінальній редакції індексного каталогу.